# إيل (مغنية)
إليانا ميرسيدس كابرا جوغلار (من مواليد 28 أبريل 1989)، والمعروفة باسم «إيل»، هي مغنية وملحنة بورتوريكية. بدأت مسيرتها الموسيقية في سن المراهقة بصفتها المغنية الوحيدة في كالي 13 ، وهي مجموعة شاركت فيها لمدة 10 سنوات إلى جانب أشقائها رينيه بيريز جوغلار (ريزيدينتي) وإدواردو كابرا مارتينيز (فيزيتانتي).

## روابط خارجية
- موقع إيل الرسمي